# 徳丸明
徳丸 明（とくまる あきら、1921年（大正10年）5月15日 - 1979年（昭和54年）11月19日）は日本の陸軍軍人・航空自衛官。第11代西部航空方面隊司令官、第13代飛行教育集団司令官、第2代在中華民国（台湾）大使館防衛駐在官などを歴任した。

## 経歴
愛媛県越智郡出身。日本施政下の台湾・高雄州（現：屏東県）に生まれる。陸軍士官学校に入学し、第54期卒。戦後、航空自衛隊に入隊。在台湾防衛駐在官として勤務していた際、日台間にの軍事協力に寄与した功績が認められ特種雲麾勲章を叙勲された。

## 年譜
- 1940年（昭和15年）9月：陸軍士官学校第54期卒[9]
- 1952年（昭和27年）：警察予備隊入隊[9][10]
- 1954年（昭和29年）7月1日：航空自衛隊に転官[9]
- 1959年（昭和34年）8月：第3航空団第101飛行隊長として、次期主力戦闘機導入のための源田実渡米調査団に参加した[11]
- 1962年（昭和37年）
  - 1月1日：1等空佐昇任
  - 7月16日：第2航空団司令部防衛部長 兼 第2航空団臨時F-104訓練隊長[12]
- 1964年（昭和39年）
  - 2月1日：第2航空団付
  - 3月16日：第2航空団司令部防衛部長
  - 6月1日：北部航空方面隊司令部防衛部長
- 1965年（昭和40年）
  - 3月31日：第4航空団副司令
  - 9月1日：第3航空団副司令
- 1967年（昭和42年）
  - 7月17日：外務省出向[13]
  - 7月18日：在中華民国（台湾）防衛駐在官[14][15]
- 1970年（昭和45年）7月1日：空将補昇任
- 1971年（昭和46年）
  - 8月20日：航空幕僚監部付[4]
  - 10月1日：第3航空団司令 兼 小牧基地司令[9]
- 1972年（昭和47年）12月16日：防衛大学校訓練部長[9]
- 1974年（昭和49年）
  - 4月1日：航空総隊司令部付
  - 5月1日：空将昇任、西部航空方面隊司令官[9][10]
- 1976年（昭和51年）2月16日：飛行教育集団（現：航空教育集団）司令官[9]
- 1977年（昭和52年）7月1日：退官[9]

※退官後、ダイセル化学工業顧問、東亜安保同志会常務理事などを務めた。
- 1979年（昭和54年）11月19日：台北市・アンバサダーホテルで開催される東北アジア戦略情勢ゼミナールを参加。心臓病のため、馬偕記念病院で逝去（享年58）[2][6]。叙・正四位[16]、勲三等瑞宝章追贈[17]

## 栄典
- 特種雲麾勲章 - 1971年（昭和46年）8月11日[8]
- 勲三等瑞宝章 - 1979年（昭和54年）11月19日